# Żornoklowy
Żornoklowy (ukr. Жорнокльови) – wieś na Ukrainie, w obwodzie czerkaskim, w rejonie złotonoskim, w hromadzie Drabiw. W 2001 liczyła 458 mieszkańców, spośród których 455 wskazało jako ojczysty język ukraiński, 2 rosyjski, a 1 ormiański.